# علیرضا حیدرآبادی‌پور
علیرضا حیدرآبادی‌پور مدیر عامل سابق بانک سرمایه بود که در بهمن ۱۳۹۴ به این سمت منصوب شده بود اما فعالیت وی تنها ۵ ماه ادامه داشت و در خرداد ۹۵، از این سمت برکنار شد. وی در دادگاه به صورت غیابی متهم به اخلال در نظام اقتصادی از طریق خیانت در امانت و تحصیل مال نامشروع گردید و به همین دلیل محکوم به تحمل ۱۲ سال حبس شد. وی توسط پلیس بین‌الملل از اسپانیا به ایران استرداد داده شد.

## سوابق
حیدرآبادی‌پور کار خود را از کارمندی حراست بانک سپه کرمان آغاز و پس از آن به مدت طولانی به عنوان مدیر حراست بانک سپه فعالیت داشت و پس از آن به عنوان ناظر نماینده شرکت‌های وابسته به این بانک منسوب شد. وی در سال ۱۳۹۰ عضو هیئت مدیرۀ بانک سپه بود و همچنین عضویت در هیت مدیره بانک گردشگری، ریاست هیئت مدیره گروه صنعتی بارز و نایب رئیسی در هیئت مدیره شرکت پترو تجارت هرمزان را در کارنامه دارد.

## دستگیری
در ابتدا حیدرآبادی‌پور با قید وثیقه ۵۰ میلیارد ریالی با رای دادگاه آزاد شد اما به اسپانیا گریخت، وکیلش علت بازنگشتن وی را بیماری دخترش دانست و همچنین از مسدود بودن حساب‌های بانکی و عدم توان پرداخت مبلغ ۴۵ هزار یورو به بیمارستانی که دختر موکلش در آن بستری بود خبر داد، اما وی توسط پلیس بین‌الملل از اسپانیا به ایران استرداد داده شد.